# モーゼス・メンデルスゾーン
モーゼス・メンデルスゾーン（Moses Mendelssohn、1729年9月6日 - 1786年1月4日）は、ドイツのユダヤ人哲学者・啓蒙思想家である。
ロマン派の作曲家、フェリクス・メンデルスゾーンの祖父に当たる。感覚と信仰の上に立つ哲学を説き、当時の哲学者カントの批判哲学を論難した人物の一人でもある。晩年には、友人のレッシングがスピノチストであるか否かをめぐって哲学者ヤコービら当時の知識人と論争を起こした（いわゆる汎神論論争）。

## 生涯
貧しいソーフェル（聖書筆写師）の子としてドイツのデッサウに生まれた。母語は西方イディッシュ語であった。父は名をメンデル・ハイマン (Mendel Heymann) といい、「デッサウのメンデル」という意味でメンデル・デッサウと呼ばれていた。モーゼスもモーゼス・メンデル・デッサウなどと呼ばれていたが、後に「メンデルの息子」という意味でドイツ語風にメンデルスゾーン姓を名乗るようになった。
ユダヤ人の貧困階層のため就学できず、父親とラビのダーフィト・フレンケル（David ben Naphtali Fränkel (1704 - 1762) ）から聖書やマイモニデスの哲学、タルムードなどの（すぐれてユダヤ的な）教育を施される。このフレンケルがベルリンへ移住したため、後を追って同地へ移り住んだ。同地で貧困と戦いながら、ほぼ独学で哲学等を修得した。その他、ラテン語、英語、フランス語なども修めた。また、ジョン・ロック、ヴォルフ、ライプニッツ、スピノザなどの哲学に親しみ、これらの教養がかれの哲学の下地となった。
21歳の時、裕福なユダヤ商人イサーク・ベルンハルトから子どもたちの家庭教師を依頼され、この任を4年務めた後、ベルンハルトの絹織物工場の簿記係となった（後には社員、そして共同経営者となった）。
1754年には、ドイツの劇作家レッシングを知る。また、カントとも文通で交流を深めた。レッシングの数々の劇作において、ユダヤ人は非常に高貴な人物として描かれていた（なお、レッシングの代表作「賢者ナータン」のモデルはメンデルスゾーンである）。これらはメンデルスゾーンに深い感動を与えるとともに、メンデルスゾーンを啓蒙思想へと導き、信仰の自由を確信せしめた。その後、処女作としてレッシングを賞賛する著作を書き、レッシングもメンデルスゾーンに対する哲学の著作を書き、互いに親交を深めた。
その後、メンデルスゾーンの名声は高まり、1763年にはベルリン・アカデミー懸賞論文で、数学の証明と形而上学に関する論文でカントに競り勝つ。後にカント哲学を論難する人物とみなされるに至った。晩年には主として神の存在の証明に関する研究に没頭し、『暁 − 神の現存についての講義』(Morgenstunden oder Vorlesungen über das Dasein Gottes) を著した。また、生涯を通じての親友レッシングを巡ってヤコービらと汎神論論争を起こした。その反論書『レッシングの友人たちへ』 (Moses Mendelssohn an die Freunde Lessings) を刊行中、風邪をこじらせて他界した。
メンデルスゾーンは、当時キリスト教徒から蔑視されていたユダヤ教徒にも人間の権利として市民権が与えられるべきことを訴えるとともに、自由思想や科学的知識を普及させ、人間としての尊厳を持って生きることが必要であると説いた。そうした目的を成し遂げるためには、信仰の自由を保証することが必要であるとした。そしてこうした考えを、体系的でない、いわゆる「通俗哲学」として表現した。ユダヤ教徒の身分的解放という点で、メンデルスゾーンの果たした役割は大きい。